# マーク・オリファント
サー・マーク・オリファント（Sir Marcus 'Mark' Laurence Elwin Oliphant、1901年10月8日 - 2000年7月14日）は、オーストラリアの物理学者。ヘリウム3、三重水素を発見し、1934年パウル・ハルテックとともに水素の核融合を発見した。

## 経歴
アデレードの近郊で生れ、アデレード大学で学ぶ。1925年にアーネスト・ラザフォードの講演をきいて、ラザフォードと一緒に働きたいと思い、1927年キャヴェンディッシュ研究所にはいることでその希望をかなえた。
オリファントはヘリウム3、3重水素を発見し、重水素の核融合を発見した。
第二次世界大戦が始まると、ロバート・ワトソン＝ワットによって開発されたレーダーの改良を行うバークレー研究所に派遣された。1943年に原子爆弾の開発に加わり、アーネスト・ローレンスとウラン235の精製の研究を行った。
1937年に王立協会フェローに選出され、同協会から1943年ヒューズ・メダル、1955年ベーカリアン・メダルを受賞した。1948年ファラデー・メダル受賞。
1945年にイギリスに戻り、バーミンガム大学の教授になった。核兵器の廃絶をめざすパグウォッシュ会議に参加している。1950年オーストラリアに戻り、オーストラリア国立大学物理学研究センターの所長として粒子加速器の建設に尽くした。1954年にオーストラリア科学アカデミーを創設し、初代の会長になった。大学を引退後、1971年から1976年まで南オーストラリア州総督を務めた。